# Hernandiaceae
Hernandiaceae is een botanische naam, voor een plantenfamilie in de bedektzadigen. Een familie onder deze naam wordt algemeen erkend door systemen voor plantentaxonomie, en zo ook door het APG-systeem (1998) en het APG II-systeem (2003).
De familie omvat enkele tientallen soorten houtige planten in minder dan een half dozijn geslachten.
De omgrenzing van de familie wisselt, waarbij de belangrijke vraag is of naast deze familie al dan niet de familie Gyrocarpaceae erkend wordt, of dat al deze planten samengevoegd worden in de Hernandiaceae. Dit laatste is de opvatting van APG.
Het APG II-systeem plaatst deze planten in de clade Magnoliiden, waarmee ze dus expliciet uitgesloten zijn van de 'nieuwe' Tweezaadlobbigen.